# Zeno Hastenteufel

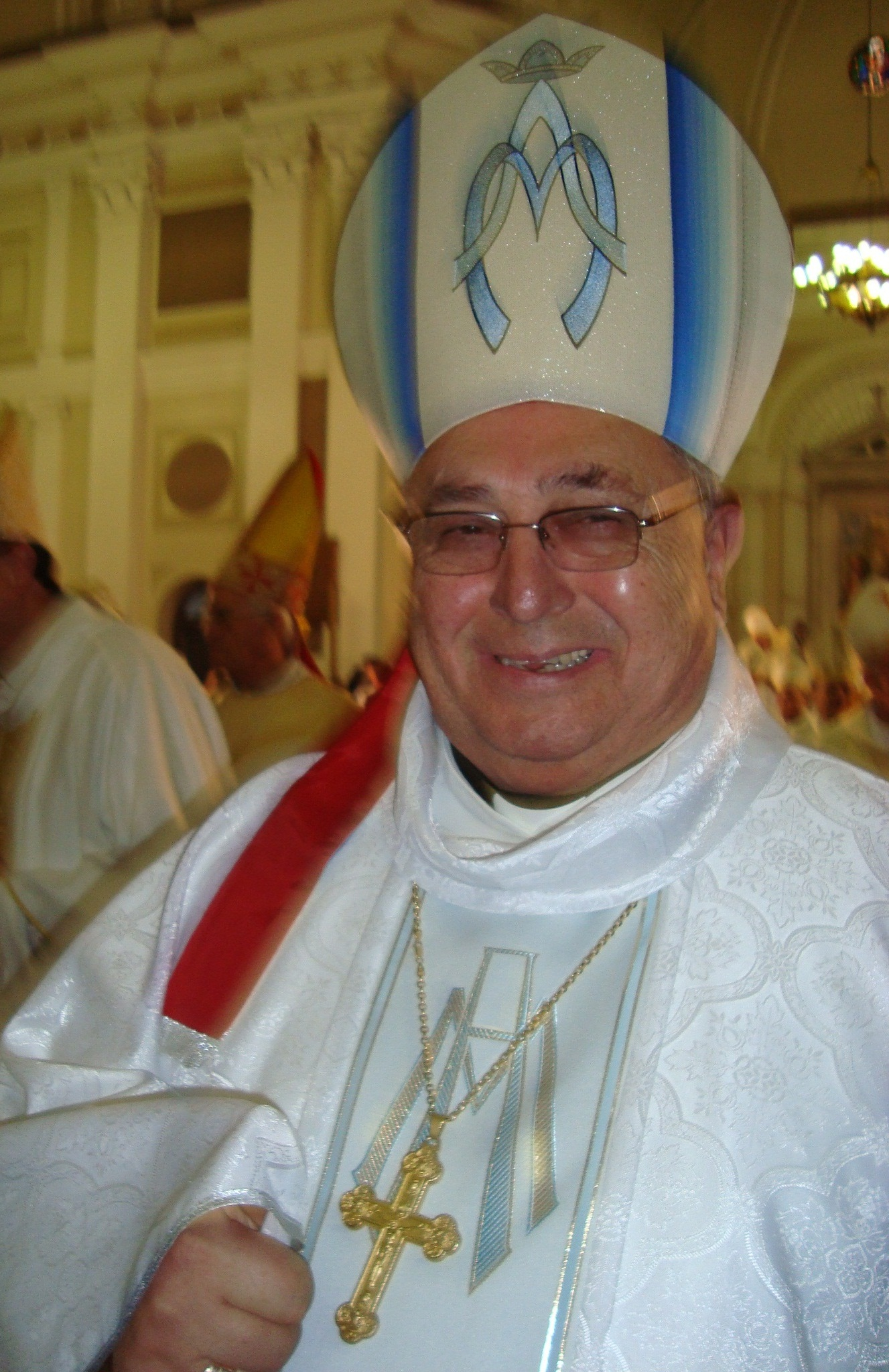
Zeno Hastenteufel (2010)

Bischofswappen von Zeno Hastenteufel

Zeno Hastenteufel (* 14. Juni 1946 in Linha Rodrigues da Rosa, Rio Grande do Sul; † 30. April 2025 in Porto Alegre) war ein brasilianischer Geistlicher und römisch-katholischer Bischof von Novo Hamburgo.

## Leben
Zeno Hastenteufel stammte aus einer Einwandererfamilie mit deutschen Vorfahren. Seine Großeltern kommen vom Hunsrück und aus dem Saarland. Er besuchte die Grundschule Cônego Alfredo Caspary in Linha Francesa Alta und von 1960 bis 1966 das Kleine Seminar São José in Gravataí. Anschließend studierte er Philosophie an der Philosophischen Fakultät in Viamão (1967–1968 und 1971–1972) und Katholische Theologie an der Pontifícia Universidade Católica do Rio Grande do Sul (PUCRS) in Porto Alegre (1969–1972). Er absolvierte ein Pastoralpraktikum in der Pfarrei Santa Ana in Gravataí. Am 8. Juli 1972 empfing Hastenteufel das Sakrament der Priesterweihe für das Erzbistum Porto Alegre.
Hastenteufel war zunächst als Pfarrvikar der Pfarreien Nossa Senhora da Conceição in Sapucaia do Sul (1972–1973) und São Pedro in Porto Alegre (1973–1975) tätig, bevor er Pfarrer der Pfarrei Santo Antônio Pão dos Pobres in Porto Alegre wurde. Neben seiner Tätigkeit in der Pfarrseelsorge lehrte er von 1973 bis 1981 an der Pontifícia Universidade Católica do Rio Grande do Sul in Porto Alegre. Ferner gründete er 1973 den Curso de Liderança Juvenil (CLJ) in Porto Alegre und wurde dessen geistlicher Leiter. 1981 wurde Zeno Hastenteufel für weiterführende Studien nach Rom entsandt, wo er 1985 an der Päpstlichen Universität Gregoriana mit der Arbeit Dom Felcicano na igreja do Rio Grande do Sul („Dom Felcicano in der Kirche von Rio Grande do Sul“) im Fach Kirchengeschichte promoviert wurde. Von 1983 bis 1985 war er zusammen mit Odilo Pedro Scherer und Jacinto Bergmann als Student in Rom zeitweise als Urlaubsvertretung in der Pfarrgemeinde Verklärung Christi in Bad Vilbel tätig.
Nach der Rückkehr in seine Heimat wurde Hastenteufel Professor für Kirchengeschichte an der Pontifícia Universidade Católica do Rio Grande do Sul und 1987 zudem am Priesterseminar in Viamão. Außerdem war Zeno Hastenteufel von 1988 bis 1995 Direktor des Theologischen Instituts der Pontifícia Universidade Católica do Rio Grande do Sul sowie Direktor der Zeitschriftenreihen Mundo Jovem, Novo Milênio und Versão Semanal. Darüber hinaus war er von 1992 bis 1996 Präsident der theologischen Kommission des Conselho Nacional de Igrejas Cristãs (Conic) und von 1984 bis 1995 Verantwortlicher für die Hochschulpastoral an der Pontifícia Universidade Católica do Rio Grande do Sul. Neben seiner akademischen Tätigkeit wirkte Hastenteufel zusätzlich als Pfarrvikar der Pfarrei Sagrada Família (1984–1986) sowie später als Pfarrer der Pfarreien São Vicente Mártir (1987–1995) und São Sebastião in Porto Alegre (1996–2001).
Papst Johannes Paul II. ernannte ihn am 12. Dezember 2001 zum Bischof von Frederico Westphalen. Der Erzbischof von Porto Alegre, Dadeus Grings, spendete ihm am 8. März 2002 in der Kathedrale Nossa Senhora Madre de Deus in Porto Alegre die Bischofsweihe; Mitkonsekratoren waren Bruno Maldaner, emeritierter Bischof von Frederico Westphalen, und Eduardo Benes de Sales Rodrigues, Bischof von Lorena. Zeno Hastenteufel wählte den Wahlspruch Nuntio Vobis Gaudium („Ich verkünde euch die Freude“). Die Amtseinführung im Bistum Frederico Westphalen fand am 17. März 2002 statt. Unter seiner Führung wurde die Kathedrale Santo Antônio in Frederico Westphalen renoviert.
Papst Benedikt XVI. ernannte ihn am 28. März 2007 zum Bischof von Novo Hamburgo. Die Amtseinführung erfolgte am 29. April desselben Jahres. Von 2007 bis 2011 war Zeno Hastenteufel zudem Verantwortlicher für die Familienpastoral in der Region Sul 3 der Brasilianischen Bischofskonferenz. Danach war er Präsident der Region Sul 3.
Am 19. Januar 2022 nahm Papst Franziskus das von Zeno Hastenteufel aus Altersgründen vorgebrachte Rücktrittsgesuch an.
Zeno Hastenteufel starb am Morgen des 30. April 2025 im Alter von 78 Jahren an den Folgen einer Operation, bei der ein Tumor chirurgisch entfernt wurde.

## Schriften (Auswahl)
- Dom Feliciano na igleja do rio grande do sul. Livraria Editora Academica, Porto Alegre 1987, OCLC 981423799.
- Crisma a grande opção (= Fé Adulta. Band 8). Ed. Paulinas, São Paulo 1987, OCLC 1073651850.
- História da Igreja para debate (= Cadernos Emejota. Band 13). EDIPUCRS, Porto Alegre 1992, OCLC 1073884541.
- Infância e Adolescência da Igreja. EDIPUCRS, Porto Alegre 1993.
- O Credo e os Sacramentos. EDIPUCRS, Porto Alegre 1994.
- História da Igreja Antiga e Medieval I. Própria, 2001.
- História da Igreja Nova II. Própria, 2001.
- O catecismo ao alcance de todos: uma síntese do Catecismo da Igreja Católica. EDIPUCRS, Porto Alegre 2002, ISBN 978-85-7430-191-4.
- História da igreja do Brasil e do Rio Grande do Sul. Pluma, Frederico Westphalen 2006, ISBN 978-85-89475-18-1.